# 井上孝平
井上 孝平（いのうえ こうへい、1877年（明治10年）11月 - 1941年（昭和16年）2月11日）は、明治から昭和時代の囲碁棋士。埼玉県入間郡高麗村生まれ、方円社、本因坊秀哉門下に所属。六段。

## 経歴
幼少から囲碁をたしなみ、少年時代には入間の郡代小僧と称されて知られていた。17歳頃に方円社の巌崎健造に、見習い初段として岩佐銈とともに入門、それとともに本因坊秀栄にも教えを受けた。1900年に方円社より初段を認められる。同年に國學院大學を卒業し、文筆業を志し、脚本家や新聞記者を目指したが、その後は囲碁の道に進む。1905年から06年に関西地方を行脚して力を付け、帰京後に岩佐銈五段と三段格の手合で対局したところ、東京日日新聞への棋譜掲載にあたり三段免許を薦められ、本因坊秀元門下として三段を受けた。当時唯一の大学卒業棋士であり、また方円社と本因坊門のいずれにも繋がりを持っていて、本因坊家継承問題でも田村保寿（本因坊秀哉）の囲碁研究会に所属しながら雁金準一の敲玉会とも交流していた。
1908年に時事新報敗退碁で5人抜き。1909年、石井千治らの囲碁同志会に参加。また本因坊秀哉の補佐役として、新聞碁の講評の執筆も多く務めた。1912年（大正元年）に四段、1919年に五段を受ける。しかし1922年に秀哉に無断で山陽新聞の棋戦に参加したために破門され、1924年の日本棋院設立にも参加しなかった。
晩年は地方漫遊を多くし、1941年に日本棋院から六段を贈られた。同年死去。囲碁界の浪人として高部道平と二人で、同道していた。
人柄は放胆磊落、口舌は機鋒だったといい、下手打ちは天下一品と言われた。囲碁界の通称は「井の孝」。
門下に小杉丁（小杉直楓）、篠原正美。長女勝子は小杉夫人で、また、小杉勝子の名前で棋士（喜多文子門下)だった。小杉と勝子の間に出た子供の小杉清、小杉勝も棋士。
1927年に訪中し、北京で当時14歳だった呉清源に二子で打ち、続いて先で1勝1敗となり、この棋譜を見た瀬越憲作により呉の来日の道が開けた。大倉喜七郎の最初の碁の教授でもあった。